# Pycnoclavella aurantia
Pycnoclavella aurantia är en sjöpungsart som beskrevs av Kott 1990. Pycnoclavella aurantia ingår i släktet Pycnoclavella och familjen Pycnoclavellidae. Inga underarter finns listade i Catalogue of Life.